# Veille médiatique
 (mai 2021).
La veille médiatique (plus couramment appelée « veille médias ») consiste en la surveillance d'un sujet, d'une entreprise, d'une marque, d'une personnalité, etc., dans les médias.
Elle peut répondre à de multiples objectifs : veille concurrentielle, e-réputation, veille sociétale, veille sectorielle, etc.

## Le marché de la veille médiatique

### Offre
Au-delà d'une veille personnelle que peut mettre en place tout citoyen par le biais d'outils et de services devenus grand public et parfois gratuits (alertes automatiques générées par des moteurs de recherche, fils RSS, Twitter, etc.), cette veille peut être professionnalisée et réalisée directement par les bénéficiaires de cette veille (entreprises, organismes publics, associations, etc.) ou par des prestataires de veille. Ces derniers proposent alors à leur client des services de veille, forfaitaires ou sur-mesure, périodiquement ou en continu, et réalisent des « livrables de veille » synthétisant régulièrement les enseignements de la veille.

### Demande
La veille médiatique répond à la nécessité qu'une personne physique a de disposer des éléments nécessaires à la mesure des « retombées médias » de son action ou de celles de ses concurrents ou opposants. Elle est particulièrement appréciée des personnalités politiques, dirigeants d'entreprise, artistes, etc.
La veille médiatique peut également être utile à toute personne morale (État, collectivité territoriale, entreprise, organisation non gouvernementale, etc.) souhaitant connaître l'écho médiatique, la réputation, voire le succès d'un produit, d'un service, d'une action ou d'un événement dont il est à l'origine ou qu'ils subissent.
D'une manière plus défensive, mais tout aussi active et préventive, cette demande vise à détecter l'émergence de rumeurs, voire de crise(s) qui peuvent en découler.

## Champs médiatiques soumis à la veille
La veille médiatique dépasse désormais la seule surveillance de la presse, qui a longtemps prévalu. La revue de presse était la production principale de cette veille médiatique qui s'est désormais considérablement enrichie et a gagné réactivité entre la survenue d'un événement et sa médiatisation. 
Elle est désormais à l'écoute de tous les canaux médiatiques en place avec ou sans support matérialisé :
- Presse écrite au format papier et son extension dans le domaine du numérique
- Presse audiovisuelle traditionnelle (radio et télévision) et leur extension dans le domaine du numérique
- Internet (sites Internet publics des sources visées, sites Internet privés publicisés blogs ou blogue en français, wiki ou lettres ou sites collaboratifs).
- et depuis ces dernières années, les médias sociaux (YouTube, Facebook, Twitter) généré par le réseautage social en ligne dont l'importance croît de jour en jour.

## Outils veille médiatique
La veille médiatique utilise de nombreux outils et services utilisés dans la veille d'abord pour extraire l'information sous toutes ses formes, la numériser (quand elle ne l'est pas), la filtrer, l'analyser et la rediffuser. 
Le champ couvert par ces outils s'est élargi à mesure que la sphère médiatique a investi le champ des réseaux sociaux et des médias sociaux, mais aussi que les archives audiovisuelles ont été numérisées.